# روبرتو غونزاليس فالديز
روبرتو غونزاليس فالديز (بالإسبانية: Roberto González)‏ هو سائق سيارة سباق ومهندس مكسيكي، ولد في 31 مارس 1976 في مونتيري في المكسيك.

## روابط خارجية
- روبرتو غونزاليس فالديز على موقع DriverDB.com (الإنجليزية)